# Microma
Microma is een historisch motorfietsmerk.
De Franse technici Mignon, Croleak en Malaprade ontwikkelden in 1947 deze motorfiets. Het was een eencilinder OHC viertakt draaischijfmotor. De draaischijf verving de kleppen. De motor, waarvoor verschillende onderdelen van Gillet waren gebruikt, had een inlaatopening en twee uitlaatopeningen. De draaischijf werd door een koningsas aangedreven.